# クリフォード・バックス
クリフォード・リー・バックス（Clifford Lea Bax 1886年7月13日 - 1962年11月18日）は、イングランドの著作家。多才な人物であり、とりわけ戯曲作家、ジャーナリスト、評論家、編集者として名を残した他、詩人、作詞家、讃美歌作家でもあった。また、翻訳家でもあった。作曲家のアーノルド・バックスは彼の兄であり、弟であるクリフォードのテクストを用いて曲を書いている。

## 生涯

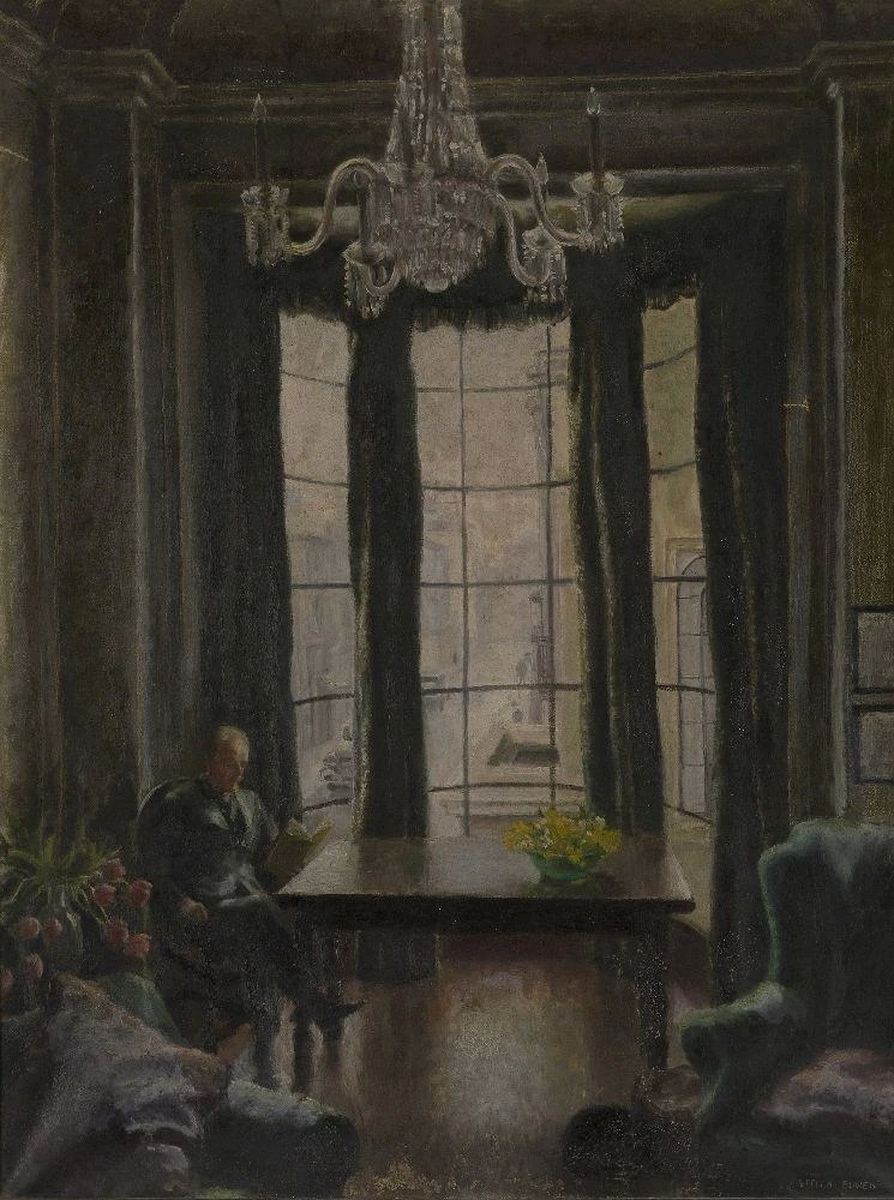
『Clifford Bax at Home』、ステラ・ボウエン画。

アルフレッド・リドリー・バックス（1844年-1918年）とその妻で中国、アモイの牧師ウィリアム・ニブ・リーの娘のシャーロット・エレン（1860年-1940年）の間の末息子として、南ロンドンのトゥーティング・ベックに生を受けた。父はミドル・テンプルの法廷弁護士であったが、業としては行っていない私的収入があった。1896年に一家はハムステッドの屋敷に移り住んだ。バックスはスレード美術学校、ヘザーリー美術学校の両校で学んだ。しかし、絵画の道を諦めて物書きに専念することになる。
暮らしに困らぬ富によりバックスは執筆、社交の時間を持つことができた。彼はオルバニーにアパートを所有しており、これはロンドン、ピカデリーの団地であった。グスターヴ・ホルストとは親交があり、占星術を教えた他、評論家のジェームズ・アガート、アーサー・ランサムらを紹介した。1904年にアレイスター・クロウリーと知り合ってチェスを指したバックスはその後何年も彼との交流を続け、1930年代には画家のレディ・フリーダ・ハリスと作家のジョン・サイモンズを彼と引き合わせている。初期には『Orpheus』（1908年-1914年）という神智学雑誌を編集するという挑戦を行った。難解なものへの関心は増していき、ヤーコプ・ベーメの作品の編集や、仏教徒のチャールズ・ヘンリー・アラン・ベネットへの協力を行うなどした。
初めて興行上演された戯曲は『The Poetasters of Ispahan』（1912年）であり、彼は同世代の英国演劇では常連となっていった。過去の戯曲の蘇演に関わっていたフェニックス協会（1919年-1926年）や、舞台協会に参画した。
またオースティン・オスマン・スペアと共に、1922年10月から1924年7月まで刊行された美術文芸雑誌の『Golden Hind』の編集を務めた。
大のクリケットファンであったバックスはC・B・フライと親しく付き合い、W・G・グレースの伝記を執筆した。

## 私生活
バックスは1910年9月28日に女優で宝飾品作製のグウェンドリン・ダフネ・ビショップ（旧姓バーナード＝スミス）と結婚した。1911年8月6日に娘のアンダインが誕生している。
バックスはヴェーラ（旧姓ローンズリー、1888年-1974年）と再婚した。ローンズリーは以前に画家のスタンリー・ケネディ・ノース、またジャーナリストのフィルソン・ヤング（1876年-1938年）と結婚しており、ヤングとの間には2人の息子、ウィリアム・デイヴィッド・ロレイン・フィルソン＝ヤングとリチャード・フィルソン＝ヤングがいた。これら2人の義理の息子たちはいずれも第二次世界大戦で命を落としている。

## 作品
- Twenty Chinese poems （1910年） （Arthur Bowmar-Porterと）
- Poems Dramatic and Lyrical （1911年） （彼と兄のアーノルドの作とされる）
- The Poetasters of Ispahan （1912年） 戯曲
- Friendship （1913年）
- The Marriage of the Soul （1913年）
- Shakespeare （1921年） 戯曲 （Harold F. Rubinsteinと）
- The Traveller's Tale （1921年） 詩集
- Polly （1922年） ジョン・ゲイ作品の翻案
- The Insect Play （1923年） ナイジェル・プレイフェア（英語版）と共同で翻案
- Studio Plays: Three Experiments in Dramatic Form （1924年） Dorothy Mullockの挿絵
- Midsummer Madness （1924年） バラード・オペラ
- Inland Far. A book of thoughts and impressions （1925年）
- Up Stream （1925年）
- Mr. Pepys （1926年） バラード・オペラ
- Many a Green Isle （1927年） 短編集
- Bianca Cappello （1927年） 伝記
- Waterloo Leave （1928年） 戯曲
- Square Pegs: A Polite Satire （1928年） 1幕の戯曲
- Rasputin （1929年）
- 放浪学者 （1929年） リブレット
- Socrates （1930年）
- The Immortal Lady （1930年）
- The Venetian （1931年） 戯曲
- Twelve Short Plays, serious and comic （1932年）
- Leonardo da Vinci （1932年）
- Pretty Witty Nell. An account of Nell Gwynn and her environment （1932年）
- Farewell, My Muse （1932年） 詩集
- The Rose Without a Thorn （1933年） 戯曲
- April in August （1934年）
- Ideas and People （1936年）
- The House of Borgia （1937年）
- Highways and Byways in Essex （1939年）
- The Life of the White Devil （1940年） ヴィットリア・アッコランボーニ（英語版）の伝記
- Evenings in Albany （1942年）
- Time with a Gift of Tears. A modern romance （1943年） 小説
- Vintage verse; an anthology of poetry in English （1945年）
- The Beauty of Women （1946年）
- Golden Eagle （1946年） 戯曲
- The Silver Casket Being love-letters and love poems attributed to Mary Stuart （1946年）
- All the world's a stage: theatrical portraits （1946年） 編集
- The Buddha （1947年） ラジオ演劇
- Day, a Night and a Morrow （1948年）
- The Relapse （1950年）
- Some I Knew Well （1951年） 回顧録
- Hemlock for Eight （1946年） ラジオ演劇、レオン・M・ライオン（英語版）と共作
- Rosemary for Remembrance （1948年）
- Circe （1949年） muse
- The Distaff Muse. 女性による詩の選集 （1949年） Meum Stewartと
- W.G. Grace （1952年）